# Besny-et-Loizy
Besny-et-Loizy é uma comuna francesa na região administrativa de Altos da França, no departamento de Aisne. Estende-se por uma área de 9,76 km². Em 2010 a comuna tinha 351 habitantes (densidade: 36 hab./km²).